# Rebnis kraftstation
Rebnis kraftstation är ett vattenkraftverk i den övre delen av Skellefte älv. Vatten från Riebnes leds i en 2300 meter lång tilloppstunnel med intag placerat 300 meter öster om Rebnisströmmen. Utloppstunneln mynnar ut i Hornavan. Riebnes regleras 13,5 meter och har en magasinsvolym på 740 miljoner kubikmeter.
1971 lämnade Vattenfall in en ansökan om att få bygga en underjordisk kraftstation i Rebnis till vattendomstolen. Kommunfullmäktige i Skellefteå gav samma år klartecken för stadens kraftverk att delta i bygget med 28% varpå man tecknade ett konsortieavtal med Vattenfall och Boliden AB om bildandet av Rebnis Kraft AB. Bygget av Rebnis kraftstation påbörjades under sommaren 1972 och under hösten 1974 togs anläggningen i drift.
Boliden sålde sina andelar i Rebnis Kraft AB 1986 och i augusti 2000 köpte Skellefteå Kraft Vattenfalls andelar i Rebnis och flera andra kraftverk.
Rebnis kraftstation ligger likt Sädva i Ringselet i Arjeplogs kommun.